# Канделоро, Филипп
Фили́пп Канделоро́ (фр. Philippe Candeloro, род. 17 февраля 1972 года) — французский фигурист, выступавший в мужском одиночном разряде, многократный чемпион Франции по фигурному катанию, дважды представлявший страну на зимних Олимпийских играх 1994 и 1998 годов и оба раза завоевывавший бронзовые медали Олимпиад. Появился в качестве камео в нескольких эпизодах французского мультсериала Леди Баг и Супер-Кот (эпизоды «Le Pâtineur», «Mayura» и «Maître Noël»).

## Детство и юность
Канделоро был младшим ребёнком в семье. Его отец, Луиджи, через несколько лет после рождения сына построил дом в пригороде Парижа Коломбе, где проходили некоторые соревнования парижских Олимпийских игр 1924 года и где в 1970-х годах сохранилось большое количество спортивных сооружений. Поначалу Канделоро предпочитал плавание и прыжки на батуте. В 1979 году, когда ему исполнилось семь, он записался на еженедельные занятия по фигурному катанию. Во время одного из первых занятий он был замечен тренером Андре Брюне, который заметил большой потенциал Канделоро и вызвался помочь ему с обретением спортивных навыков. Сперва тот тренировался с местной хоккейной командой, но быстро перешёл в фигурное катание.
Канделоро был сразу замечен национальной федерацией. В 10 лет его пригласили тренироваться на престижной национальной ледовой арене в Париже, INSEP, хотя Канделоро отказался, предпочтя остаться с Брюне. В 16 он бросил школу, чтобы посвятить себя фигурному катанию. В 1988 году он участвовал в церемонии закрытия Олимпийских игр в Калгари. За два года до этого он дебютировал на юниорском чемпионате мира.

## Спортивная карьера
Спортсмен готовился к Олимпийским играм—1992, но в октябре 1991 года сломал ногу и был вынужден покинуть сборную. В 1994 году он получил второй шанс — был приглашен в олимпийскую команду Франции. Канделоро завоевал бронзовую медаль, сразу превратившись в одного из лидеров мирового фигурного катания. Кроме того, он понравился публике на показательных выступлениях и стал любимцем зрителей на ледовых шоу (Champions on Ice и других). Он неизменно попадал в призёры на чемпионатах мира и Европы, но так никогда и не смог завоевать золотую медаль этих соревнований. Несмотря на артистизм и необычность программ, технический уровень прыжков, вращений, шагов (как по сложности, так и по качеству исполнения) был ниже, чем у конкурентов — таких, как Илья Кулик. После зимней Олимпиады 1998 Канделоро перешёл в профессионалы, создал собственное ледовое шоу Candel Euro Tour. Он также начал карьеру спортивного журналиста. В 2008 году состоялось его прощание с болельщиками в последнем туре по Франции.

## Стиль и характерные черты
В течение спортивной карьеры Канделоро был легко узнаваем благодаря специфическим программам. Он предпочитал на льду изображать (причём не столько средствами фигурного катания, сколько жестами рук, мимикой лица и т. п.) персонажей художественных произведений, соответственно, костюмы, музыка и хореография его произвольных программ служили для этой цели, а также компенсировали крайне неудачное, недостаточно рёберное скольжение, вращения не на плоскости лезвия, а скорее на его зубце, что создавало торможение во время его исполнения, многочисленные выезды из прыжков с потерей равновесия и т. п. Среди наиболее известных образов Канделоро — Конан, «Крестный отец», счастливчик Люк (1996), Наполеон (1997), Д'Артаньян.
Выступая в качестве профессионала, Канделоро продемонстрировал программы на тему фильмов «Храброе сердце», «Джордж из джунглей» и «Матрица».

## Личная жизнь
Канделоро женат на танцовщице Оливии Дармон, от которой имеет трёх дочерей. Их познакомила хореограф олимпийской программы Канделоро 1994 года Наталья Волкова-Дебадье.
Спортсмен говорит на нескольких языках, включая французский, английский и итальянский.